# 联合国艾滋病规划署
联合国艾滋病规划署（英語：Joint United Nations Programme on HIV and AIDS，缩写UNAIDS）是全球范围内组织、推广及协调世界艾滋病运动的机构。规划署旨在唤起全球对艾滋病的认识并作出承诺，其目的在于充分发挥联合国系统的多样性，使其成为全球150多个国家强有力的和独特的合作伙伴，以减缓艾滋病流行及减轻其对发展造成的影响。
联合国艾滋病规划署的主要任务是领导、加强和支持对HIV和艾滋病的积极对抗，包括预防HIV的传播、对感染病毒的人群提供支持和照顾、降低HIV对个人和社群的感染性，以及减轻病症对社会及个人的影响。
作为联合国系统新机制的尝试者和改革的先行者，成立于1996年1月的联合国艾滋病规划署通过其六个发起组织并以他们的名义开展工作。这六个发起组织是：联合国儿童基金会（UNICEF）、联合国开发计划署（UNDP）、联合国人口基金（UNFPA）、联合国教科文组织（UNESCO）、世界卫生组织（WHO）和世界银行，总部均设在瑞士日内瓦。
1996年，联合国艾滋病规划署于北京设立办事处，其政府归口协调单位为衛生健康委員會。中華人民共和國还成立了由各部门高层领导组成的多部门协调委员会，並由国务院主導定期召开会议。联合国艾滋病规划署驻华办事处的主要职责是协调和提供支持，包括开发和宣传倡导，资源动员，追踪艾滋病的流行趋势及其相关行动评估等。